# Frankie Kazarian
Pour les articles homonymes, voir Anna-Maja Kazarian et Kaz.
Frankie Kazarian (né le 4 aout 1977), plus connu sous le diminutif de Kazarian (anciennement Kaz ou Suicide), est un catcheur américain qui travaille actuellement à la Total Nonstop Action Wrestling. 
Il a été six fois Champion X Division de la TNA (dont un règne en tant que Suicide), trois fois Champion du Monde par équipe de la TNA (un avec Eric Young et deux avec Christopher Daniels) et est également le King of the Mountain 2008 et 2009.

## Carrière

### Total Nonstop Action Wrestling (2003–2005)
Il participe au premier Ultimate X match de l'histoire de la TNA et du catch.

### World Wrestling Entertainment (2005)
Le 25 février 2005, Kazarian quitte la TNA et signe avec la World Wrestling Entertainment (WWE). Il a été affecté à la Ohio Valley Wrestling, le développement du territoire principal de la WWE. Il a fait ses débuts à la WWE le 16 juillet 2005, sous le nom de "The Future" Frankie Kazarian en gagnant contre Nunzio, et est demeuré invaincu tout au long de juillet et en août. Pendant ce temps, il ramassa plusieurs victoires contre Scotty 2 Hotty, Funaki, et Paul London. Le 15 août, Kazarian a annoncé sur son site internet qu'il avait quitté la WWE deux jours plus tôt. Il a plus tard révélé qu'il avait demandé sa libération après avoir constaté que la société n'avait pas l'intention de réorganiser sa division cruiserweight, par la suite il porta plainte pour harcèlement.

### Retour à la Total Nonstop Action Wrestling (2006-2014)

#### Suicide et Kazarian (2008-2010)

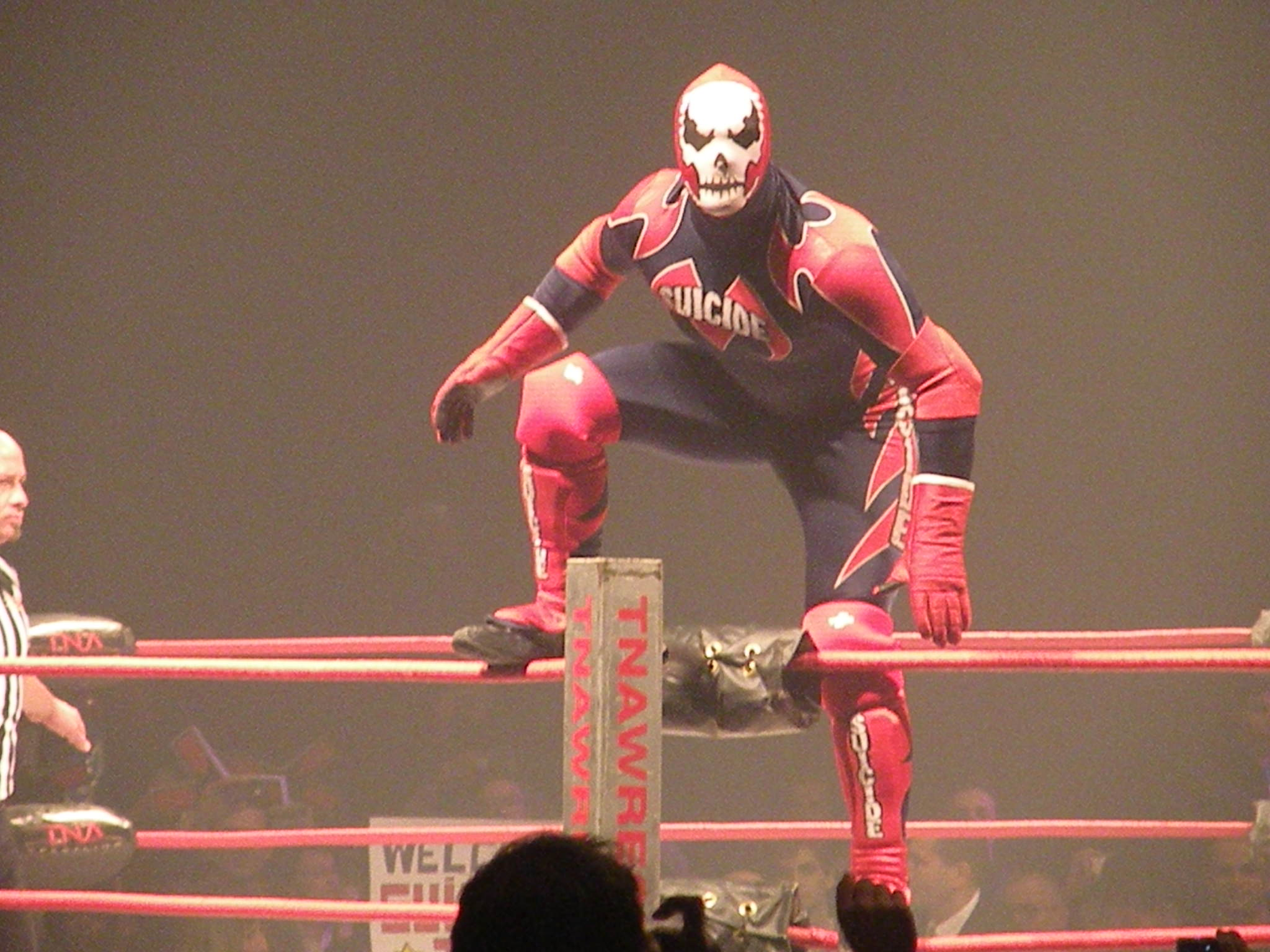

Il débute à la TNA en 2009 en attaquant Alex Shelley et Chris Sabin. Il interviendra ensuite lors d'un match hardcore entre Abyss et Scott Steiner pour aider Abyss. Suicide est intervenu dans un match féminin en attaquant Awesome Kong, Suicide a été interprété par Christopher Daniels, jusqu'à ce que KAZ revienne.
Lors de Destination X 2009, Suicide remporte le Ultimate X Match pour devenir le X division Champion de la TNA.
Lors de lockdown 2009 Suicide remporte le match pour le titre X division de la TNA face au même participant du Ultimate X Match avec Kyoshi et Sheik Abdul Bachir.
Lors de Slammiversary 2009, il remporte le King Of The Mountain match et conserve son titre face à Consequences Creed, Jay Lethal, Chris Sabin et Alex Shelley. Pendant l'émission Impact du 17 juillet, Suicide def. Chris Sabin mais après la victoire de Suicide, Homicide utilise sa mallette et bat Suicide pour le TNA X division championship. À Hard justice, Suicide perd dans le Steel Asylum Match contre Chris Sabin, Amazing Red, Alex Shelley, Jay Lethal, Daniels, Consequences Creed et D'Angelo Dinero en faveur de Daniel pour devenir le challenger au titre du X Division Championship de la TNA.Pour se venger de cette défaite, il défie Dinero à No Surrender dans un Falls Count Anywhere match. Il perd la rencontre en tentant un leg drop au-dessus de la rampe d'accès du ring et traverse une table sur laquelle il avait placé Dinero, lequel a esquivé l'attaque puis fit le tombé final. Il se qualifie pour l'Ultimate X match contre Jay Lethal, Christopher Daniels, D'Angelo Dinero (il sera remplacé par les Motor City Machineguns peu avant le match) pour le championnat X Division à Bound for Glory. Il perd la rencontre en chutant des cordes au-dessus du ring avec Daniels, ce qui permet à Amazing Red de conserver son titre. Le 4 janvier 2010 lors de la première de la TNA le lundi il participe au match Steel Asylum qui se terminera par un No Contest et le retour de Jeff Hardy à la TNA. Il perd contre Matt Morgan le 11 février 2010 dans un match de qualification pour la participation au tournoi des 8 cartes visant à définir un nouvel aspirant no 1 au titre poids lourd détenu par AJ Styles.

#### Retour en tant que Kazarian et Fortune (2010)
Le 18 février il redevient Kazarian au show de la TNA dans un 8-Men Tag Team Match ayant comme partenaire Amazing Red et Generation Me faisant face à Doug Williams, Brian Kendrick et les The Motor City Machine Guns. Lors d'impact du 25 février il bat Brian Kendrick. Il devient le nouveau challenger au titre de la X Division à la suite de sa victoire à Destination X. À Impact!, il s'associe avec le nature boy Ric Flair, une fois son match gagné face à Jay Lethal. À Lockdown 2010, il bat Homicide et Shannon Moore pour remporter le titre X-Division après que Williams, bloqué en Angleterre, se soit fait retirer le titre. Il perd le X-Division Championship le 16 avril à Sacrifice face à Douglas Williams Il rejoint l'équipe Fortune créée par Ric Flair. Lors de Bound for Glory (2010) avec Fortune ils perdent le match face à EV.2. Lors de l'Impact! du 21 octobre 2010 il gagne un match contre Mr. Anderson dans un Ultimate X à cause de Fortune qui est venu attaquer son adversaire avant et après le match.
Lors de l'Impact du 11 novembre, il bat Rob Van Dam. Lors de l'Impact du 2 décembre, il perd contre Douglas Williams. Avec le champion de la TNA Jeff Hardy, ils perdent face à Mr. Anderson et Rob Van Dam le 16 décembre a Impact! Lors de l'Impact du 23 décembre, il bat Max Buck, Jeremy Buck et Robbie E. pour devenir challenger no 1 au titre TNA X Division Championship.

#### Face Turn avec Fortune (2011)

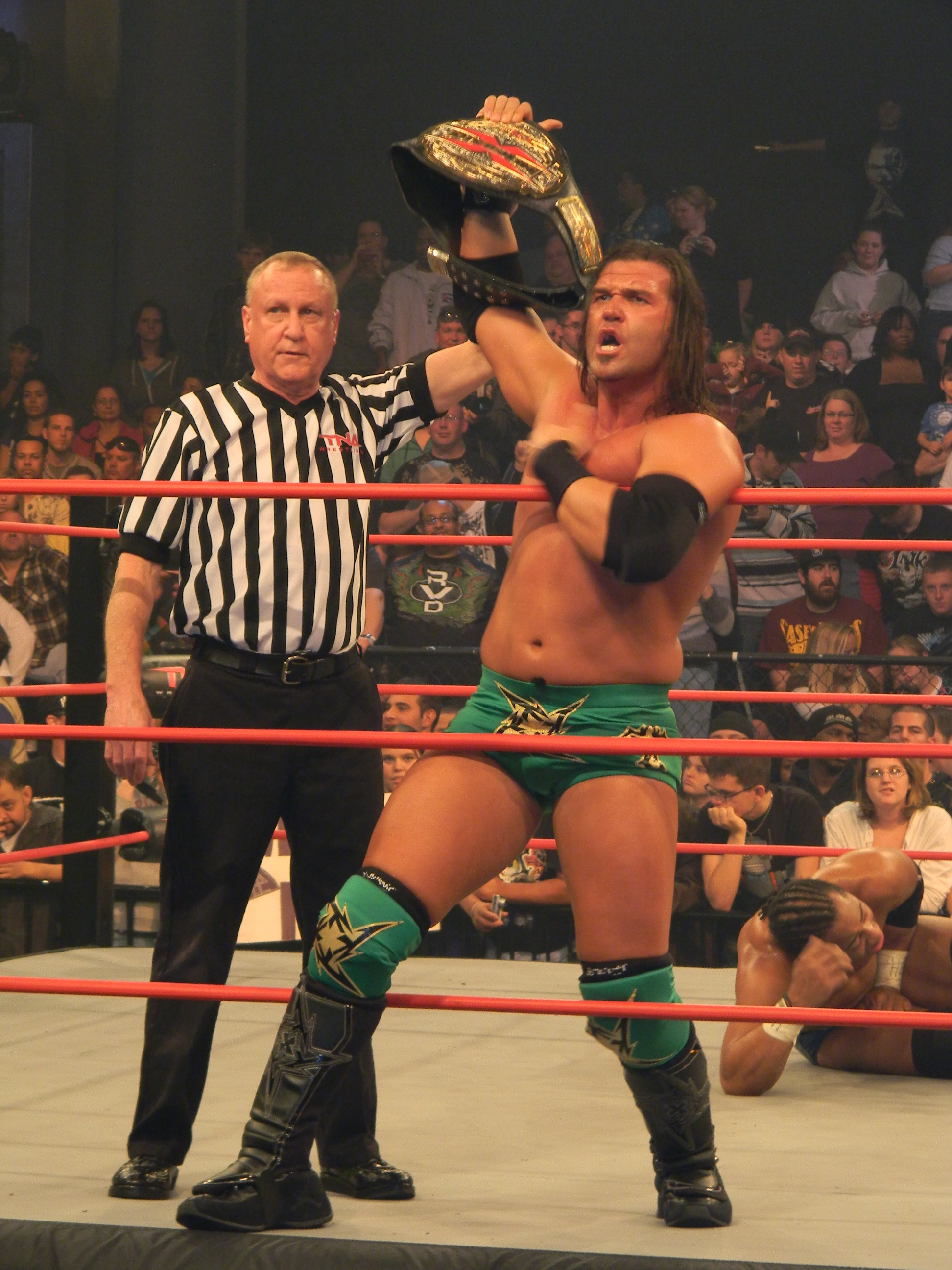
Kazarian nouveau X Division Champion a Genesis (2011)

Le 6 janvier à TNA Impact! AJ Styles et Kazarian ont perdu un match face aux The Motor City Machine Guns à deux jours de TNA Genesis 2011. Lors de ce PPV, il bat Jay Lethal pour remporter le championnat X-Division. Kazarian effectue un Face Turn avec Fortune en révélant que c'était eux les "They" que Crimson avait prévu, Fortune disent qu'ils ne laisseront pas les Immortal (catch) détruire la TNA. Lors Against All Odds (2011), il bat Robbie E et conserve son titre. Lors de l'Impact du 17 février 2011, il bat Robbie E et conserve son titre. Lors de Victory Road, il bat Robbie E, Jeremy Buck et Max Buck dans Ultimate X Match pour conserver son titre. Lors de l'édition d'Impact du 14 avril, il perd contre Matt Hardy. Lors de Lockdown 2011, lui et les autres membres de Fortune remportent le Lethal Lockdown match contre les Immortal (à noter qu'AJ Styles a fait son retour après s'être fait passer à travers une table par Bully Ray un mois auparavant), ce qui a aidé Fortune à gagner en étant à 5 vs 4. Lors de Sacrifice, il bat Max Buck et conserve son titre. Lors de l'Impact du 19 mai, il perd le titre contre Abyss,. Lors de l'Impact du 2 juin, il affronte Brian Kendrick dans un match qui se finit en No Contest et ne devient pas challenger no 1 au TNA X Division Championship. Lors de Slammiversary, il perd contre Abyss dans un match qui comprenait Brian Kendrick et ne remporte pas le TNA X-Division Championship. Lors de Destination X, il bat Samoa Joe.
Après quelques mois d'absence, il revient a la TNA en décembre 2011 en participant avec AJ Styles au Wild Card Tag Team Tournament et se retrouve en finale après avoir battu l'équipe de RVD et Christopher Daniels.

#### Bad Influence (2012-2013)
Kazarian effectue un Heel Turn en abandonnant A.J. Styles sur le ring lors d'un match contre Magnus et Samoa Joe. Il affrontera A.J. Styles à Against All Odds (2012). À Against All Odds (2012) il bat A.J. Styles. Lors de Victory Road, Christopher Daniels et lui perdent contre A.J. Styles et Mr. Anderson. Lors de l'Impact du 22 mars, ils perdent contre James Storm. Lors de Sacrifice 2012,ils battent Samoa Joe et Magnus et remportent les TNA World Tag Team Championship. Lors de Slammiversary, ils perdent leur titres contre A.J. Styles et Kurt Angle. Lors de l'Impact Wrestling du 28 juin, ils battent A.J. Styles et Kurt Angle et remportent les TNA World Tag Team Championship pour la deuxième fois. Lors de l'Impact Wrestling du 10 août, Christopher Daniels et lui battent Devon et Garett Bischoff et conservent leurs titres. Lors de Hardcore Justice, il perd contre Devon et ne remporte pas le TNA Television Championship. Lors du Xplosion du 22 août, il perd contre Devon et ne remporte pas le TNA Television Championship. Lors de l'Impact Wrestling du 7 septembre, Christopher Daniels et lui battent Hernandez et Chavo Guerrero et conservent leurs titres. Lors de No Surrender, Christopher Daniels et lui battent A.J. Styles et Kurt Angle et conservent leur titres. Lors de Bound for Glory, Christopher Daniels et lui perdent contre Hernandez et Chavo Guerrero et perdent leurs titres dans un match qui comprenait également A.J. Styles et Kurt Angle. Lors de Impact Wrestling du 8 novembre, il gagne avec Christopher Daniels et Magnus contre Chavo Guerrero, Hernandez et Samoa Joe.Lors de Turning Point, il perd avec Christopher Daniels contre Chavo Guerrero et  Hernandez et ils ne remportent pas les TNA World Tag Team Championship. Lors du Xplosion du 21 novembre, il perd contre Samoa Joe et ne remporte pas le TNA Television Championship. Lors de Impact Wrestling du 22 novembre, il perd contre A.J. Styles.Lors de Impact Wrestling du 29 novembre, il perd avec Christopher Daniels contre A.J. Styles et James Storm.Lors de Impact Wrestling du 6 décembre, il perd avec Christopher Daniels et Bobby Roode contre A.J. Styles, James Storm et Jeff Hardy.Lors de Final Resolution, il perd contre James Storm.Lors de Impact Wrestling du 27 décembre, il perd avec Christopher Daniels contre Chavo Guerrero et  Hernandez.Lors de Impact Wrestling du 3 janvier, il perd contre James Storm.Lors de Impact Wrestling du 17 janvier, il perd avec Christopher Daniels contre James Storm et Jeff Hardy.Lors de Xplosion du 19 février, il perd contre James Storm.Lors de Impact Wrestling du 21 février, il perd avec Austin Aries, Bobby Roode et Christopher Daniels contre Chavo Guerrero, Hernandez, James Storm et Joseph Park.Lors de Impact Wrestling du 28 février, il perd avec Christopher Daniels contre Bully Ray et James Storm.

#### Rivalité avec Joseph Park (2013-2014)
À Bound for Glory, Bad Influence ont été défaits par Eric Young et Joseph Park dans un Gauntlet Match. Après avoir été éliminé, les deux ont attaqué Joseph Park et fait l'ont saigner. La même nuit, Abyss est apparu et a attaqué Bad Influence. Au cours des semaines suivantes, Bad Influence raillé sur la famille Park et tenté de révéler sa véritable identité. Le 5 novembre 2013, Bad Infleunce révélé la buffete de Joseph Park a été fermé il y a 13 ans. 
Le 11 mai 2014, il quitte la TNA.

### Ring of Honor (2014-2018)

#### Débuts et The Addiction (2014-2015)
Lors de War of the Worlds 2014, une vidéo promotionnelle montre le retour de Christopher Daniels à la Ring of Honor et qu'il ne viendrait pas seul.[réf. nécessaire] Le 5 juin, la ROH dévoile Kazarian comme le mystérieux partenaire de Daniels. Il fait ses débuts à la ROH lors de Best in the World 2014 aux côtés de Daniels en perdant contre les reDRagon pour les ROH World Tag Team Championship,. Le 18 juillet, lui et Daniels battent Adam Cole et Jay Lethal. Le lendemain, ils obtiennent une nouvelle opportunité pour les titres par équipe en battant Briscoe Brothers, War Machine et Tommaso Ciampa & Rocky Romero et deviennent challengers pour les titres par équipes mais perdent à nouveau contre les ReDRagon le 15 août lors de Field of Honor (2014). Ils décident ensuite de se faire connaître sous le nom The Addiction. Le 7 décembre, lors de Final Battle (2014), ils perdent avec Cedric Alexander contre les Young Bucks et ACH. Le 1er mars, lors de 13th Anniversary Show, ils perdent contre Karl Anderson et The Kingdom (Michael Bennett et Matt Taven) dans un Triple Threat Tag Team match.

#### Knights of the Rising Dawn et ROH World Tag Team Champion (2015-2018)
Depuis le mois de février, de mystérieux catcheurs masqués interviennent durant les matchs et diffusent des spots publicitaires et se font appeler The Knights of the Rising Dawn. Le 4 avril, il remporte avec Daniels les titres par équipe de la ROH après avoir révélé qu'ils incarnaient cette mystérieuse équipe, en compagnie de Chris Sabin. Ils conservent une nouvelle fois leurs ceintures contre les reDRagon le 19 juin lors de Best in the World (2015) dans un No Disqualification match. Ils perdent leurs ceintures le 18 septembre, à All Star Extravaganza VII au profit de The Kingdom, match qui comprenait également The Young Bucks.
Au cours de l'automne 2015, un mystérieux catcheur utilise le masque de KRD pour se faire passer pour Chris Sabin et interfère dans les matchs de The Addiction. Il s'avère que celui-ci est Alex Shelley, l'ancien partenaire de Sabin. Le 18 décembre, lors de Final Battle 2015, ils perdent contre ACH, Matt Sydal et Alex Shelley. Le 9 mai 2016, lors de War of the Worlds 2016, ils battent War Machine (Hanson et Raymond Rowe) et remportent les titres par équipe de la ROH pour la deuxième fois. Lors de Best in the World (2016), ils conservent leur titres contre The Motor City Machine Guns (Alex Shelley et Chris Sabin). Lors de Death Before Dishonor XIV, ils conservent leur titres contre Hiroshi Tanahashi et Michael Elgin et Los Ingobernables de Japón (Evil et Tetsuya Naitō) dans un Triple Threat Tag Team match.Lors de All Star Extravaganza VIII, ils perdent leur titres contre The Young Bucks dans un Triple Threat Tag Team Ladder match qui comprenaient également The Motor City Machine Guns. Le 11 février, il se retourne contre Christopher Daniels et rejoint le Bullet Club,. Lors de Manhattan Mayhem VI, lui, Cody et Hangman Page battent The Briscoe Brothers et Jay Lethal.
Lors de la deuxième nuit de Glory By Honor XVI, lui et Scorpio Sky remportent ROH World Tag Team Championship au cours d'un Three Way Tag Team Match en battant The Young Bucks et The Briscoe Brothers. Lors de Global Wars 2018 - Tag 4, ils conservent les titres contre Evil Uno & Stu Grayson. Lors de Final Battle 2018, ils perdent les titres contre The Briscoe Brothers au cours d'un Triple Threat Tag Team Ladder Match impliquant aussi les Young Bucks.

### ALL IN (2018)
Le 1er septembre 2018 lors du show ALL IN, il gagne avec Scorpio Sky contre les Briscoe Brothers.

### All Elite Wrestling (2019-2022)

#### SCU (2019-2020)
Le 3 janvier 2019, Christopher Daniels, Scorpio Sky et lui signent officiellement avec la All Elite Wrestling. 
Le 25 mai lors du premier show inaugural de la fédération : Double or Nothing, ils battent Strong Hearts (CIMA, El Lindaman et T-Hawk) dans un 6-Man Tag Team Match. Le 29 juin à Fyter Fest, ils perdent un Triple Threat Tag Team Match face aux Best Friends, qui inclut également Private Party, ne leur permettant pas d'entrer plus tard dans le tournoi déterminant les premiers champions du monde par équipe de la AEW.
Le 19 octobre, à la suite de la blessure de Christopher Daniels, il le remplace aux côtés de Frankie Kazarian dans l'équipe. Le 30 octobre à Dynamite, ils deviennent les premiers champions du monde par équipe de la AEW en battant les Lucha Brothers en finale du tournoi. Le 9 novembre à Full Gear, ils conservent leurs titres en battant les Lucha Brothers et Private Party dans un 3-Way Tag Team Match. 
Le 21 janvier 2020 à Dynamite, ils perdent face à "Hangman" Adam Page et Kenny Omega, ne conservant pas leurs titres. Le 29 février lors du pré-show à Revolution, ils perdent face à Evil Uno et Stu Grayson.
Le 12 mai 2021 à Dynamite, Christopher Daniels et lui ne remportent pas les titres mondiaux par équipe de la AEW, battus par les Young Bucks. À la suite de cette défaite, l'équipe se sépare.

#### Retour en solo, alliance avec Sammy Guevara et Tay Conti (2021-2022)
Le 20 mai 2022 à Rampage, il effectue un Tweener Turn en s'alliant avec Sammy Guevara et Tay Conti, et en détruisant la ceinture TNT détenue par son ancien partenaire. Le 29 mai à Double or Nothing, Tay Conti, Sammy Guevara et lui perdent face à Paige VanZant, Scorpio Sky et Ethan Page dans un 6-Person Tag Team Match.

### Second retour à Impact Wrestling/Total Nonstop Action Wrestling (2021-...)
Le 29 juillet 2021, il fait son retour à Impact Wrestling en attaquant Doc Gallows, Karl Anderson et Kenny Omega. Lors de Impact du 5 août, il gagne avec Eddie Edwards et Sami Callihan contre Kenny Omega et The Good Brothers (Doc Gallows et Karl Anderson).
Le 7 octobre 2022, lors de Bound for Glory, il bat Mike Bailey pour remporter le Impact X Division Championship pour la 6e fois de sa carrière. 
Le 13 janvier 2023 à Hard to Kill, il annonce qu'il a signé un contrat à long terme avec la compagnie.

## Palmarès et accomplissements
- All Elite Wrestling

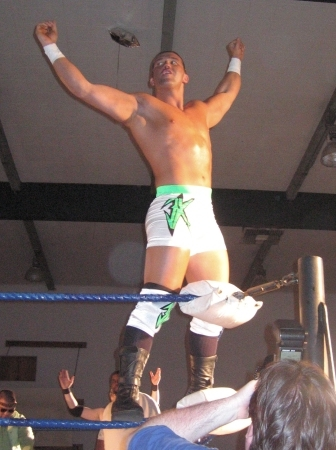
Frankie Kazarian sur le ring avant un match en 2005.

  - 1 fois AEW World Tag Team Championship avec Scorpio Sky (premier détenteur)

- Big Time Wrestling
  - 1 fois BTW Tag Team Champion avec Jason Styles

- California Wrestling Coalition
  - 1 fois CWC Tag Team Champion avec Iron Eagle
  - 1 fois CWC Heavyweight Champion

- Cauliflower Alley Club
  - Future Legends Award (2005)

- Dramatic Dream Team
  - 1 fois Ironman Heavymetalweight Championship avec Christopher Daniels[48]

- Empire Wrestling Federation
  - 1 fois EWF Heavyweight Champion
  - 1 fois EWF Tag Team Champion avec Josh Galaxy

- International Wrestling Coalition
  - 1 fois IWC United States Champion

- Jersey All Pro Wrestling
  - 1 fois JAPW Light Heavyweight Champion
  - 1 fois JAPW New Jersey State Champion

- Millennium Pro Wrestling
  - 1 fois MPW Heavyweight Champion

- Phoenix Championship Wrestling
  - 1 fois PCW Tag Team Champion avec Nova
  - 1 fois PCW Television Champion[49]

- Pro Wrestling Guerrilla
  - 2 fois PWG World Champion (premier)[50]

- Ring of Honor
  - 3 fois ROH World Tag Team Championship avec Christopher Daniels (2) avec Scorpio Sky (1)
  - 1 fois ROH World Six-Man Tag Team Championship avec Christopher Daniels et Scorpio Sky
  - Honor Rumble (2017)

- Total Nonstop Action Wrestling/Impact Wrestling
  - 6 fois TNA/Impact X Division Championship
  - 3 fois TNA World Tag Team Championship  avec Eric Young (1) et Christopher Daniels (2)
  - Fight for the Right Tournament (2007)
  - King of the Mountain (2008, 2009)
  - World Cup of Wrestling (2013) - avec James Storm, Christopher Daniels, Kenny King & Mickie James
  - Call Your Shot Gauntlet (2024)

- Ultimate Pro Wrestling
  - 1 fois UPW Lightweight Champion
  - 1 fois UPW Tag Team Champion

- United States Xtreme Wrestling
  - 1 fois UXW Xtreme Champion

- West Coast Wrestling Alliance
  - 1 fois WCWA Heavyweight Champion[51]

## Récompenses des magazines
- Pro Wrestling Illustrated

| Année | 2001 | 2002 | 2003 | 2004 | 2005 | 2006 | 2007 | 2008 | 2009 | 2010 | 2011 | 2012 | 2013 | 2014 | 2015 | 2016 | 2017 | 2018 | 2019 | 2020 | 2021 | 2022       | 2023 | 2024 |
| ----- | ---- | ---- | ---- | ---- | ---- | ---- | ---- | ---- | ---- | ---- | ---- | ---- | ---- | ---- | ---- | ---- | ---- | ---- | ---- | ---- | ---- | ---------- | ---- | ---- |
| Rang  | 319  | 210  | 131  | 50   | 79   | 412  | 229  | 45   | 30   | 92   | 34   | 58   | 56   | 86   | 69   | 92   | 85   | 114  | 113  | 113  | 169  | Non classé | 91   | 130  |

- Wrestling Observer Newsletter awards
  - Worst Worked Match of the Year (2006), TNA Reverse Battle Royal à TNA Impact!